# Lutherkirche (Kälberfeld)
Die Lutherkirche ist eine evangelisch-lutherische Gemeindekirche in Kälberfeld, einem Ortsteil der thüringischen Gemeinde Hörselberg-Hainich im Wartburgkreis. Sie befindet sich in exponierter Lage am südlichen Ortsrand, am Triftweg. Die dazugehörige Kirchengemeinde Schönau-Kälberfeld gehört zum Kirchenkreis Eisenach-Gerstungen der Evangelischen Kirche in Mitteldeutschland.

## Vorgängerbau

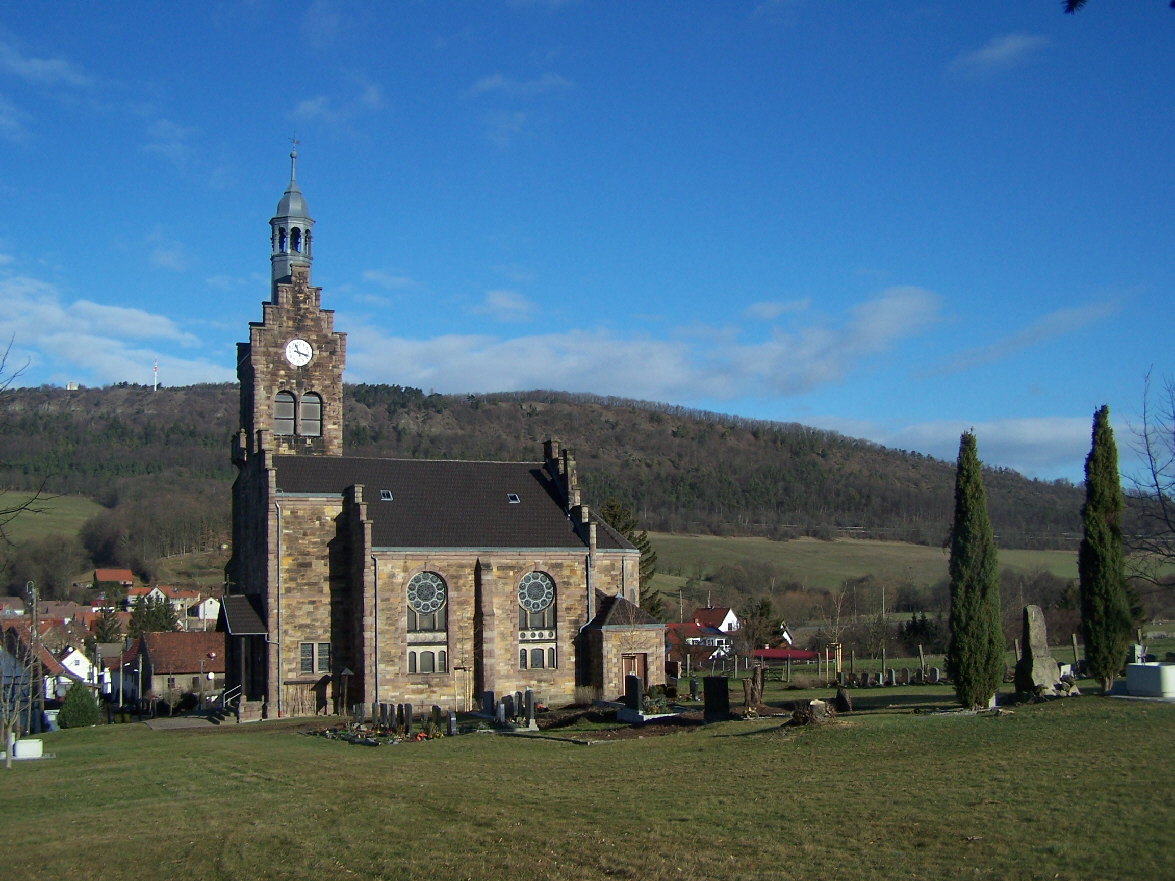
Die Lutherkirche von Süden

Die alte Kirche in Kälberfeld befand sich bis zum Jahr 1905 etwa 50 Meter östlich der Hörselbrücke zwischen dem Bahndamm und dem Hörselufer im Zentrum des Ortes. Bereits beim Bau der Eisenbahn wurde ein Abbruch dieses Kirchengebäudes in Erwägung gezogen. Von der Thüringischen Eisenbahn-Gesellschaft wurden daher 1845 2.700 Taler als Entschädigung an die Gemeinde ausgezahlt. Die romanische Dorfkirche blieb jedoch bis 1905 erhalten und wurde weiterhin zum Gottesdienst genutzt. Nur der an der Kirche befindliche Friedhof wurde aufgegeben und in den Nachbarort Sättelstädt verlegt. Neben dem Verkehrsgeschehen auf der Bahntrasse war die latente Hochwassergefahr der Hörsel ein Grund für die Aufgabe dieser alten Kirche.

## Die heutige Lutherkirche

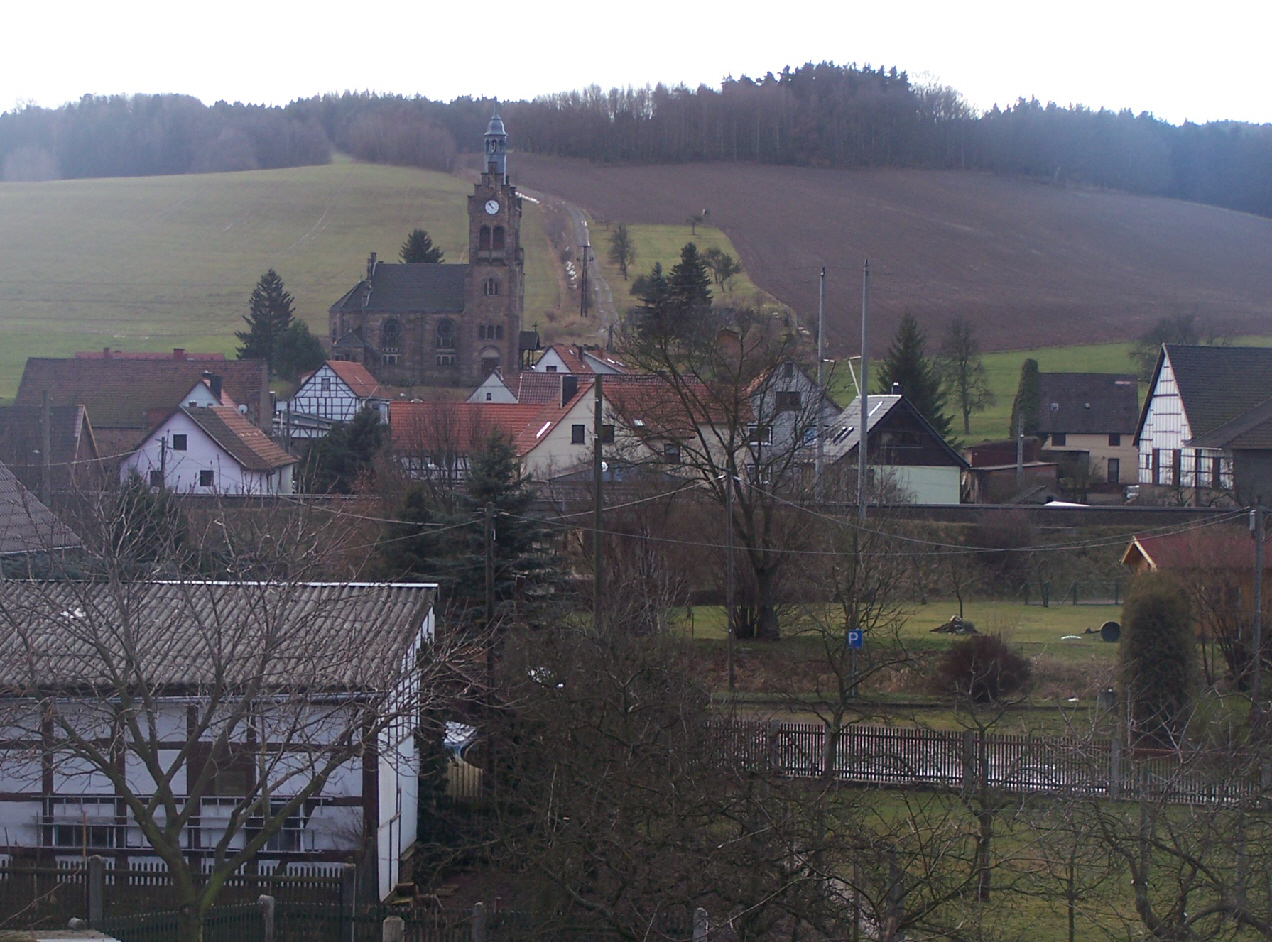
Ansicht von Norden

Durch die Kirchgemeinde wurde bereits im 19. Jahrhundert eine größere und repräsentativere Kirche gewünscht. Das als Entschädigung ausgezahlte Kapital diente hierbei als Grundstock für die Errichtung des Neubaues. Über vier Jahrzehnte zog sich jedoch der Streit über den Neubaustandort hin. Schließlich einigte man sich 1904 auf den Bauplatz am Triftweg. Der Architekt Alfred Cramer aus Gotha entwarf hierzu eine neuromanische Kirche, deren Grundstein am 26. April 1905 gelegt wurde. Schon am 3. Dezember 1905 wurde sie zu Ehren des Reformators Martin Luther als Lutherkirche geweiht.
Die Kirche steht in Ost-West-Richtung. In den Fundamenten wurden zahlreiche Abbruchsteine aus der Vorgängerkirche verwendet. Das Baumaterial – Sandstein – stammt aus den Steinbrüchen von Winterstein und Seebergen. Der Hauptraum misst ist 10,5 × 9,0 m; der Chorraum misst 5,1 × 4,3 m.
Im Dezember 1993 wurde die Kirche nach einer Generalsanierung neu geweiht. Seit dieser Zeit wird die Kirche auch in den Abend- und Morgenstunden durch eine Scheinwerferbeleuchtung angestrahlt. Die Innensanierung zog sich bis 2013 hin und erforderte Mittel in Höhe von 450.000 Euro.

## Ausstattung
Die beiden Glocken hingen bereits auf dem Turm der alten Kirche. Sie wurden 1748 und 1802 gegossen. Auf Anforderung der Landesregierung wurden beide Glocken 1917 abtransportiert. Nur die große Glocke kehrte zurück, die kleine Glocke wurde 1925 ersatzweise in Apolda von der Gießerei Franz Schilling und Söhne neugefertigt. Von besonderem Wert sind die gemalten Fenster im Altarraum, von denen das mittlere die Verklärung Christi darstellt. Im Vorraum der Kirche befindet sich eine Gedenktafel mit der Liste der Opfer beider Weltkriege.

## Orgel
Die unverändert erhaltene Orgel der Lutherkirche stammt aus der Werkstatt von Hugo Böhm aus Gotha. Sie verfügt bei pneumatischen Kegelladen über 14 Register auf zwei Manualen und Pedal. 1994 wurde sie von Orgelbau Waltershausen, einer indirekten Werkstattnachfolgerin von Böhm, restauriert. Ihre Disposition lautet:
| I Hauptwerk C–f3 |            |     |
| 1.               | Bordun     | 16′ |
| 2.               | Principal  | 8′  |
| 3.               | Hohlflöte0 | 8′  |
| 4.               | Gamba      | 8′  |
| 5.               | Octave     | 4′  |
| 6.               | Octave     | 2′  |
| 7.               | Mixtur III |     |

| II Oberwerk C–f3 |                   |    |
| 8.               | Geigenprincipal   | 8′ |
| 9.               | Salicional        | 8′ |
| 10.              | Lieblich Gedackt0 | 8′ |
| 11.              | Flöte             | 4′ |

| Pedal C–d1 |           |     |
| 12.        | Subbaß    | 16′ |
| 13.        | Violon    | 16′ |
| 14.        | Octavbaß0 | 8′  |

- Koppeln: Manualcoppel (II/I), Pedalcoppel (I/P)
- Spielhilfen: 3 feste Kombinationen (Piano, Mezzo-Forte, Forte), Auslöser

## Pfarrer der Lutherkirche
- Oswald Thielemann (1901–1916)
- Walter Schellhorn (1918–1937)
- Hermann Eichhorn (1937–1944)
- Dr. Herbert Kosack (1945–1978)
- Manfred Erck (1978–1998)
- Christina Kleditz (seit 1998)

## Ansichten

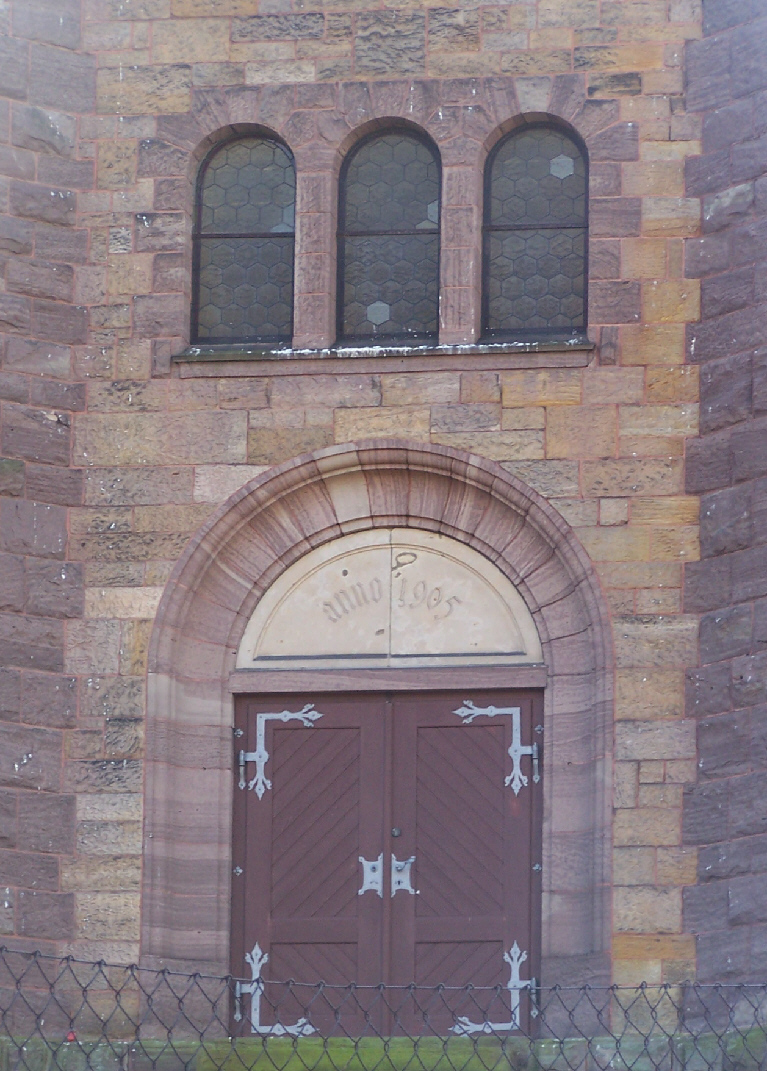
Portal
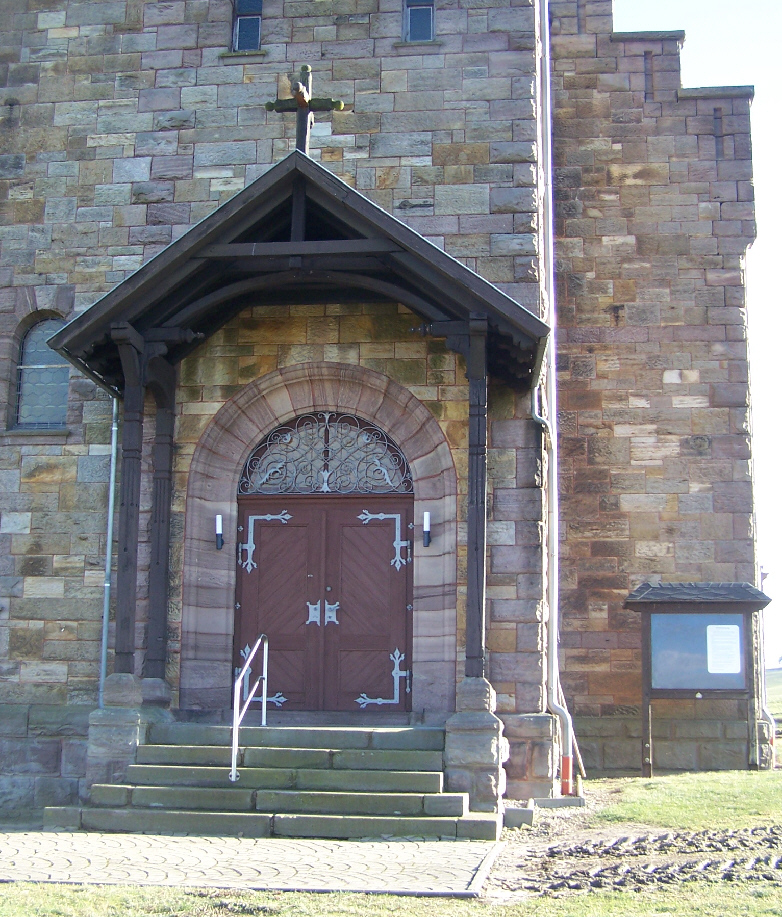
Nebeneingang
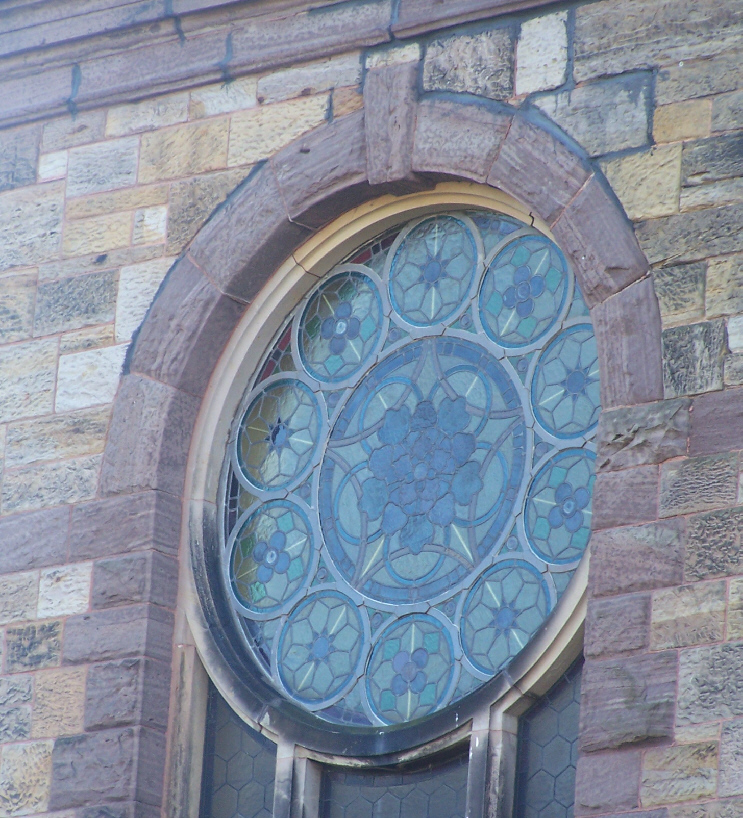
Bleiverglastes Fenster
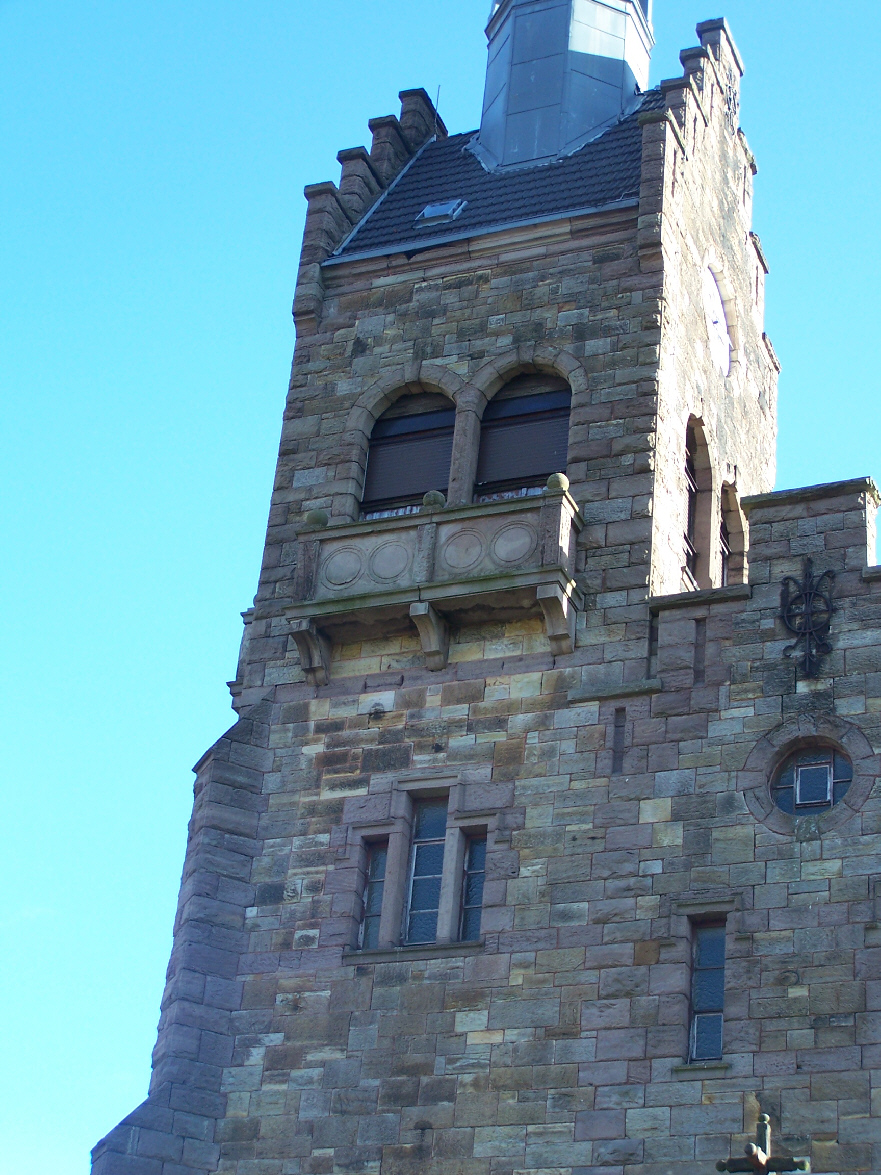
Details am Glockenturm